# بيكبريتات البوتاسيوم
 بيكبريتات البوتاسيوم  مركب كيميائي له الصيغة KHSO4، ويكون على شكل بلورات عديمة اللون.

## التحضير
يحضر المركب من تفاعل كلوريد البوتاسيوم في حمض الكبريتيك الدافئ ومتوسط التركيز:
{\displaystyle \mathrm {H_{2}SO_{4}+\ KCl\longrightarrow \ KHSO_{4}+\ HCl} }

## الخواص
- ينحل مركب بيكبريتات البوتاسيوم بشكل جيد في الماء، تتسيل البلورات بالتماس مع الهواء.
- تكون المحاليل المائية لبيكبريتات البوتاسيوم لها صفة حمضية.
- يؤدي التسخين الشديد لمركب بيكبريتات البوتاسيوم إلى فقدان الماء وتشكل بيروكبريتات البوتاسيوم في البداية، بالنهاية نحصل على كبريتات البوتاسيوم وثلاثي أكسيد الكبريت.

{\displaystyle \mathrm {2\ KHSO_{4}\longrightarrow \ K_{2}S_{2}O_{7}+\ H_{2}O} }
{\displaystyle \mathrm {K_{2}S_{2}O_{7}\longrightarrow \ K_{2}SO_{4}+\ SO_{3}} }

## الاستخدامات
- يستخدم من أجل تنظيف بوتقات البلاتين.
- يستخدم كحفاز ووسيلة لنزع الماء في التفاعلات العضوية، مثل عملية تحضير الأنيسول، وفي تفاعل ديلز-ألدر.